# Női 100 méteres hátúszás a 2013. évi nyári európai ifjúsági olimpiai fesztiválon
A 2013. évi nyári európai ifjúsági olimpiai fesztiválon az úszás női 100 méteres hátúszás versenyeit július 16. és július 17. között rendezték a Utrechtben.

## Rekordok
A versenyt megelőzően a következő rekordok voltak érvényben:
| EYOF rekord | Alexandra Wenk (Németország) | 1:02.01 | Tampere, Finnország | 2009 |

## Előfutamok
Az összesített eredmények alapján a legjobb időeredménnyel rendelkező 16 úszó jutott az elődöntőbe. Az elődöntőben egy nemzet csak egy versenyzővel képviseltethette magát.
| H   | Név                   | Nemzet             | E       | Mj |
| --- | --------------------- | ------------------ | ------- | -- |
| 1.  | Maryna Kolesnykova    | Ukrajna            | 1:03.66 | Q  |
| 2.  | Iris Tjonk            | Hollandia          | 1:04.01 | Q  |
| 3.  | Matyasovszky Dalma    | Magyarország       | 1:04.28 | Q  |
| 4.  | Maxine Wolters        | Németország        | 1:04.57 | Q  |
| 5.  | Prieto Laura Pareja   | Spanyolország      | 1:04.67 | Q  |
| 6.  | Ioanna Saha           | Görögország        | 1:05.15 | Q  |
| 7.  | Julia Gus             | Lengyelország      | 1:05.38 | Q  |
| 8.  | Bethany Newton        | Egyesült Királyság | 1:05.91 | Q  |
| 9.  | Maria Kameneva        | Oroszország        | 1:05.96 | Q  |
| 10. | Hannabel Aria         | Észtország         | 1:06.57 | Q  |
| 11. | Elena Gueorguiev      | Olaszország        | 1:06.88 | Q  |
| 12. | Alexandra Degteariova | Moldova            | 1:06.89 | Q  |
| 13. | Ava Schollmayer       | Szlovénia          | 1:06.93 | Q  |
| 14. | Alexane Cormier       | Franciaország      | 1:06.95 | Q  |
| 15. | Roosa Moert           | Finnország         | 1:07.15 | Q  |
| 16. | Eline Van Den Bossche | Luxemburg          | 1:07.51 | Q  |
| 17. | Stefania Dospin       | Románia            | 1:07.73 | T1 |
| 18. | Caroline Pilhatsch    | Ausztria           | 1:07.89 | T2 |
| 19. | Anhelina Arekhava     | Fehéroroszország   | 1:08.25 |    |
| 20. | Greta Pleikyte        | Litvánia           | 1:08.27 |    |
| 21. | Emma Augustsson       | Norvégia           | 1:08.69 |    |
| 22. | Arina Baikova         | Lettország         | 1:08.79 |    |
| 23. | Sezin Eliguel         | Törökország        | 1:09.03 |    |
| 24. | Ema Boehmova          | Szlovákia          | 1:09.04 |    |
| 25. | Boyana Tomova         | Bulgária           | 1:09.26 |    |
| 26. | Yuliya Stisyuk        | Azerbajdzsán       | 1:14.67 |    |

## Elődöntők
Az összesített eredmények alapján a legjobb időeredménnyel rendelkező 8 úszó jutott a döntőbe. A döntőben egy nemzet csak egy versenyzővel képviseltethette magát.
| H   | Név                   | Nemzet             | E       | Mj |
| --- | --------------------- | ------------------ | ------- | -- |
| 1.  | Maryna Kolesnykova    | Ukrajna            | 1:02.72 | Q  |
| 2.  | Matyasovszky Dalma    | Magyarország       | 1:03.16 | Q  |
| 3.  | Prieto Laura Pareja   | Spanyolország      | 1:04.34 | Q  |
| 4.  | Iris Tjonk            | Hollandia          | 1:04.42 | Q  |
| 5.  | Maxine Wolters        | Németország        | 1:04.44 | Q  |
| 6.  | Julia Gus             | Lengyelország      | 1:04.58 | Q  |
| 7.  | Ioanna Saha           | Görögország        | 1:04.63 | Q  |
| 8.  | Maria Kameneva        | Oroszország        | 1:04.72 | Q  |
| 9.  | Hannabel Aria         | Észtország         | 1:05.74 | T1 |
| 10. | Bethany Newton        | Egyesült Királyság | 1:05.81 | T2 |
| 11. | Ava Schollmayer       | Szlovénia          | 1:05.84 |    |
| 12. | Elena Gueorguiev      | Olaszország        | 1:06.40 |    |
| 13. | Alexane Cormier       | Franciaország      | 1:06.60 |    |
| 17. | Alexandra Degteariova | Moldova            | 1:07.00 |    |
| 15. | Eline Van Den Bossche | Luxemburg          | 1:08.38 |    |
| 16. | Roosa Moert           | Finnország         | 1:09.05 |    |

## Döntő
| H     | Név                 | Nemzet        | E       | Mj |
| ----- | ------------------- | ------------- | ------- | -- |
| Arany | Matyasovszky Dalma  | Magyarország  | 1:02.60 |    |
| Ezüst | Iris Tjonk          | Hollandia     | 1:02.76 |    |
| Bronz | Maryna Kolesnykova  | Ukrajna       | 1:02.93 |    |
| 4     | Maria Kameneva      | Oroszország   | 1:03.86 |    |
| 5     | Prieto Laura Pareja | Spanyolország | 1:03.99 |    |
| 6     | Julia Gus           | Lengyelország | 1:04.20 |    |
| 7     | Ioanna Saha         | Görögország   | 1:04.36 |    |
| 8     | Maxine Wolters      | Németország   | 1:07.20 |    |